# Lukas Spengler
Lukas Spengler (16 de septiembre de 1994) es un ciclista suizo que fue profesional entre 2017 y 2019.

## Trayectoria
En 2015 consiguió la victoria en la París-Roubaix sub-23.
En septiembre de 2019 anunció su retirada a los 25 años de edad para afrontar nuevos objetivos.

## Palmarés
2015
- París-Roubaix sub-23